# Papa Anastasio IV
Anastasio IV, nato Corrado della Suburra (Roma, 1073 circa – Roma, 3 dicembre 1154), è stato il 168º papa della Chiesa cattolica dal 1153 alla sua morte.

## Biografia

### Carriera ecclesiastica
Della sua famiglia si conosce solamente il nome del padre, Benedetto della Suburra. Corrado entrò nei Canonici regolari lateranensi e divenne priore del monastero di Sant'Anastasia in Roma e poi dell'abbazia di Saint-Ruf ad Avignone.
Si è lungamente a torto ritenuto che Corrado fosse nipote di papa Onorio II e che questi lo abbia nominato cardinale nel suo secondo concistoro nel 1127, ma in realtà non sussiste alcun legame di parentela tra i due. In realtà, il futuro Anastasio IV è attestato molto prima come sottoscrittore di bolle papali con il titolo di cardinale presbitero di Santa Pudenziana fin dal febbraio 1114, per cui deve essere stato creato da papa Pasquale II in una data imprecisata tra il 1111 e il 1114. Verso la fine del 1127 venne quindi promosso e consacrato da Onorio II cardinale vescovo di Sabina. Prese parte alla doppia elezione papale del 1130 e fu uno degli oppositori più determinati dell'antipapa Anacleto II. Durante l'esilio di papa Innocenzo II in Francia, rimase a Roma come suo vicario dal 1130 al 1137. Nel 1139 divenne Cardinal decano del Sacro Collegio, e fu nuovamente Vicario di Roma sotto il pontificato di Eugenio III fino al Conclave del 1153 che poi lo elesse papa.
Il cardinale Corrado della Suburra partecipò a ben cinque conclavi, quelli del:
- 1130, che elesse papa Innocenzo II;
- 1143, che elesse papa Celestino II;
- 1144, che elesse papa Lucio II;
- 1145, che elesse papa Eugenio III;
- 1153, che lo elesse Romano Pontefice.

### Pontificato
La sua elezione al Soglio Pontificio ebbe luogo l'8 luglio 1153, giorno della morte del suo predecessore, papa Eugenio III. Gli esponenti del Senato romano non si opposero alla sua elezione ma vollero soltanto presiedere al conclave stesso.
Come papa cercò di non fomentare ulteriori contrasti e per tale motivo non s'impegnò a chiedere all'imperatore Federico I Barbarossa l'attuazione del trattato di Costanza anzi, nella tormentata questione della nomina alla sede vescovile di Magdeburgo convalidò alla fine la scelta dell'imperatore sul Wichmann von Seeberg, in deroga a quanto stipulato con il concordato di Worms. Nello stesso tempo tentò di inviare un cardinale legato in Germania, ma questa operazione fallì. Chiuse la lunga diatriba, che si era protratta per quattro pontificati, sulla nomina di Guglielmo di York alla sede arcivescovile di York, inviandogli il pallio, nonostante la continua opposizione dell'ordine dei cistercensi.
Anastasio IV s'impegnò a far restaurare il Pantheon ed accordò speciali privilegi all'Ordine degli Ospedalieri di San Giovanni di Gerusalemme. Probabilmente fu il papa più adatto al nuovo regime comunale romano, anche se visse solo per breve tempo, in quanto si spense il 3 dicembre 1154.
Di lui ci sono pervenute alcune lettere e un piccolo trattato sulla Trinità.
È sepolto in San Giovanni in Laterano.

#### Concistori per la creazione di nuovi cardinali
Papa Anastasio IV durante il suo pontificato ha creato 3 cardinali in un solo concistoro.

## Successione apostolica
La successione apostolica è:
- Vescovo Ugo Puiset (1153)